# Patricia Anne Smith
Pour les articles homonymes, voir Smith.
Patricia Anne "Pat" Smith, née Chalmers (née le 29 janvier 1943) est une femme politique provinciale canadienne de la Saskatchewan. Elle représente la circonscription de Swift Current à titre de députée du Parti progressiste-conservateur de la Saskatchewan de 1982 à 1991.

## Biographie
Née à Cabri en Saskatchewan, Smith étudie à Swift Current. Elle devient la première femme de la Saskatchewan School Trustees Association. Élue en 1982, elle devient avec Joan Duncan les premières femmes à accéder au conseil des ministres. Elle occupe les postes de ministre des Services sociaux, ministre de l'Éducation, ministre de l'Énergie et des Mines, ministre des Affaires urbaines et ministre de la Culture et du Multiculturalisme. Elle occupe la fonction de vice-première ministre. Ayant démissionné du cabinet en raison de problème de santé en 1990, elle ne se représente pas en 1991.